# 마이 마이 신코 이야기
《마이 마이 신코 이야기》(일본어: マイマイ新子と千年の魔法)는 2009년에 개봉한 일본의 애니메이션 영화이다.

## 줄거리
풍요로운 자연으로 둘러 쌓인 조그만 마을의 말괄량이 소녀 신코, 상상 하기를 좋아하는 신코의 머리 속엔 천년 전 마을과 그 곳에 사는 공주가 늘 함께 한다. 그녀에게 수줍음 많은 소녀 키이코라는 전학생 친구가 생겼다!
둘은 산과 냇가와 바람과 나무 등 마을의 아름다운 자연 속을 뛰어다니며 서로에게 소중한 존재가 되어간다. 신코와 키이코, 동급생 시게루와 다쓰요시, 거기에 신코의 어리광 동생 나카코까지 그들은 함께 강가 댐도 만들고, 빨갛고 예쁜 금붕어도 키우며 매일매일 즐겁고 행복한 일상을 만들어 가며 잊지 못할 추억을 공유한다.
그러던 어느 날 모두가 소중히 키웠던 금붕어가 죽게 되자 그걸 계기로 친구들 사이가 흔들리기 시작한다. 그러던 중 신코는 똑 같은 금붕어를 강에서 봤다는 말을 듣고 친구들과 힘을 합쳐 금붕어를 찾기 시작하는데..

## 같이 보기
- 마쿠라노소시
- 모노노 아와레